# لای چینگ (حوزه انتخابیه)
لای چینگ (انگلیسی: Lai Ching) یکی از ۳۷ حوزه انتخاباتی در منطقه کئون تونگ هنگ کنگ است که در سال ۱۹۹۱ ایجاد شد.
این حوزه انتخابه دارای جمعیتی بالغ بر ۱۵٬۳۴۹ نفر است.